# Cathays (stacja kolejowa)
Cathays (ang. Cathays railway station) – stacja kolejowa w Cardiff, w Walii. Obsługuje obszar Cathays. Znajduje się 2 km na północ od stacji Cardiff Central.
Stacja znajduje się obok Cardiff University Students' Union i po drugiej stronie ulicy od wielu budynków Uniwersytetu w Cardiff, a także w odległości krótkiego spaceru od siedziby rządu walijskiego i innych budynków świeckich w Cathays Park. Kładka nad torami jest często używana jako skrót między Park Place i Senghenydd Road. 

## Połączenia
W ciągu dnia od poniedziałku do soboty pociągi kursują zazwyczaj z Cardiff Central do Pontypridd, a następnie do Aberdare, Treherbert lub Merthyr Tydfil (co pół godziny do każdej z trzech ostatnich stacji). Niektóre pociągi ze wschodu biegną dalej poza Cardiff do Barry Island (3 na godzinę) lub Bridgend przez Vale of Glamorgan Line (co godzinę). 

## Linie kolejowe
- Merthyr Line